# Vikbolandets landskommun
Vikbolandets (lands)kommun var en tidigare kommun i Östergötlands län.

## Administrativ historik
Kommunen bildades 1967 genom sammanläggning av de två vid kommunreformen 1952 bildade Västra Vikbolandets landskommun och Östra Vikbolandets landskommun.
Kommunen kom att bli en av de mest kortlivade i svensk kommunhistoria och lades redan 1974 samman med Norrköpings kommun.
Kommunkoden var 0531 (övertagen från Västra Vikbolandet).

### Kyrklig tillhörighet
I kyrkligt hänseende tillhörde kommunen församlingarna Dagsberg, Furingstad, Häradshammar, Jonsberg, Konungsund, Kuddby, Rönö, Tåby, Å, Östra Husby, Östra Ny och Östra Stenby.

## Politik

### Mandatfördelning i valen 1966–70
| 11 | 16 | 3 | 2 | 8 |

| 31 | 9 |

| 12 | 18 | 3 | 2 | 5 |

| 32 | 8 |